# Edward Anderson (Fußballspieler, 1879)
Edward Anderson (* 27. Januar 1879 in Beith; † 12. April 1954 ebenda) war ein schottischer Fußballspieler.

## Karriere
Anderson spielte in seiner Heimatstadt zunächst für Beith Thistle und ab 1899 für den FC Beith, bevor er sich im Januar 1900 erstmals dem nahegelegenen FC St. Mirren anschloss. In der Folge spielte er erneut für den FC Beith (Ligaspielbetrieb in der North Ayrshire League), in der Saison 1902/03 war er wieder für St. Mirren aktiv und bestritt für den Klub vier Spiele in der Scottish Division One.
Im November 1903 wechselte Anderson in den Süden Englands zum Hauptstadtklub Woolwich Arsenal. Für Woolwich Arsenal kam er im Rahmen eines Freundschaftsspiels am 30. November 1903 gegen eine Armeemannschaft zu Gunsten der Opfer einer im Juni 1903 in einer Munitionsfabrik ausgelösten Lyddit-Explosion erstmals zum Einsatz. Seine Karriere in der Football League Second Division bestand aus zwei Einsätzen binnen 24 Stunden zum Jahresbeginn 1904. Zunächst debütierte er am Neujahrestag 1904 bei einem torlosen Unentschieden gegen Stockport County auf der linken Außenstürmerposition als Ersatz für Bill Linward, bereits einen Tag später kam er bei einem weiteren Auswärtsspiel beim FC Blackpool (Endstand 2:2) erneut zum Einsatz. Der Abgang Andersons nur wenige Tage später zum in der Southern League spielenden FC Fulham war auch Thema auf der Jahreshauptversammlung von Woolwich Arsenal und sorgte für kritische Nachfragen beim Vorsitzenden Jack Humble. Dabei wurde erläutert, dass die Direktoren sich zum Transfer von Anderson entschieden, da er nach Meinung von Manager Harry Bradshaw nicht besser als die beiden bereits vorhandenen Spieler (Anm.: Linward und Walter Busby) gewesen sei. Dennoch ließ sich Arsenal von Fulham zusichern, dass Anderson nicht im anstehenden Aufeinandertreffen im FA Cup zum Einsatz kommen wird.
Bei Fulham übernahm Anderson, der als schneller und gewandter Spieler galt, Ende Januar die Position des linken Außenstürmers von Everard Lawrence, einem weiteren ehemaligen Woolwich-Spieler. Sein Debütspiel gegen Kettering musste wegen eines aufgezogenen Nebels, der laut einem Berichterstatter der Athletic News die Ausdauer von Alfred Shrubb hatte, zur Halbzeit abgebrochen werden. Nach sechs Einsätzen in der Southern League verlor er seinen Platz im Team bereits Mitte März an Hugh McQueen und kam in der Folge nur noch zu zwei Einsätzen in der London League (Ehrentreffer bei einer 1:5-Niederlage gegen Tottenham Hotspur). Zur folgenden Saison wurde Harry Bradshaw neuer Manager bei Fulham und Anderson gehörte zu einer Vielzahl von in der Saisonpause aussortierten Spielern.
Er kehrte in der Folge nach Schottland zurück und war ab 1904 wieder für den FC Beith aktiv. Mit dem Klub gewann er 1904/05 die Meisterschaft der Scottish Combination und sorgte mit dem Team auch in Pokalwettbewerben für Schlagzeilen. Im Scottish FA Cup 1904/05 zog die Mannschaft nach einem 3:1-Erstrundensieg im Wiederholungsspiel gegen Erstdivisionär FC Kilmarnock und einem 4:0 gegen den FC Cowdenbeath ins Viertelfinale ein, in dem man im Ibrox Park mit 1:5 den Glasgow Rangers unterlag. Im Dezember 1905 stand Anderson mit Beith im Finale um den Scottish Qualifying Cup, die Partie gegen Leith Athletic endete vor 10.000 Zuschauern im Shawfield Stadium mit einer 0:2-Niederlage.
Anderson starb 1954 in Beith, in seiner Sterbeurkunde wurde als Beruf Holzschnitzer genannt.